# Liste der Kulturdenkmäler in Malkes
Die folgende Liste enthält die in der Denkmaltopographie ausgewiesenen Kulturdenkmäler auf dem Gebiet des Ortsteils Malkes der  Stadt Fulda, Landkreis Fulda, Hessen.
Hinweis: Die Reihenfolge der Denkmäler in dieser Liste orientiert sich an der Anschrift, alternativ ist sie auch nach der Bezeichnung oder der Bauzeit sortierbar.
Kulturdenkmäler werden fortlaufend im Denkmalverzeichnis des Landes Hessen durch das Landesamt für Denkmalpflege Hessen auf Basis des Hessischen Denkmalschutzgesetzes (HDSchG) geführt. Die Schutzwürdigkeit eines Kulturdenkmals hängt nicht von der Eintragung in das Denkmalverzeichnis des Landes Hessen oder der Veröffentlichung in der Denkmaltopographie ab.

## Malkes
| Bild            | Bezeichnung                                | Lage                                                    | Beschreibung | Bauzeit                    | Objekt-Nr. |
| --------------- | ------------------------------------------ | ------------------------------------------------------- | --- | -------------------------- | ---------- |
| Bild gesucht BW | Gesamtanlage Ortskern                      | Lage                                                    | Malkeser Straße von der Kapelle bis zur Kreuzung Zum Wiesental und Konrad-von-Malkos-Straße vom Dorfanger bis Hausnummer 4 |                            |            |
| Bild gesucht BW | Fachwerkwohnhaus                           | Am Dorfanger 1 LageFlur: 1, Flurstück: 46               | | 1723                       |            |
| Bild gesucht BW | Fachwerkwohnhaus                           | Am Dorfanger 3 LageFlur: 1, Flurstück: 47               | | um 1700                    |            |
| Bild gesucht BW | Einhaushof                                 | Konrad-von-Malkos-Straße 2 LageFlur: 2, Flurstück: 44/1 | | um 1800                    |            |
| weitere Bilder  | Katholische Filialkirche St. Jacobus d. Ä. | Malkeses Straße 3 LageFlur: 1, Flurstück: 25,26         | | 1578                       |            |
| Bild gesucht BW | Fachwerkwohnhaus                           | Malkeses Straße 9 LageFlur: 1, Flurstück: 50            | | 1. Hälfte 18. Jahrhunderts |            |
| Bild gesucht BW | Bildstock                                  | bei Malkeses Straße 9 LageFlur: 1, Flurstück: 49        | | Mitte 19. Jahrhundert      |            |